# Inimicus didactylus
Inimicus didactylus är en fiskart som först beskrevs av Pallas, 1769.  Inimicus didactylus ingår i släktet Inimicus och familjen Synanceiidae. Inga underarter finns listade i Catalogue of Life.